# Roger Morris (amerikansk författare)
Roger Morris, född 1 januari 1937, är en amerikansk ämbetsman, historiker och politisk författare.
Roger Morris avlade doktorsexamen i statskunskap vid Harvard University. Han inträdde i statlig tjänst 1966 som medhjälpare till utrikesministern Dean Acheson. Han arbeta även under Henry Kissinger men avgick redan i april 1970. Morris har sedan arbetat som universitetslärare, men är mest känd för sitt författarskap.